# Colony (album)
Colony è il quarto album degli In Flames, pubblicato dalla Nuclear Blast nel 1999.

## Descrizione
Musica scritta da Björn Gelotte, Jesper Strömblad e arrangiata dagli In Flames. Testi scritti da Anders Fridén ed in parte tradotti da Niklas Sundin.
Riproposto nel 2004 in una versione "Deluxe" che comprende una serie di contenuti speciali.

## Tracce
1. Embody The Invisible – 3:37
2. Ordinary Story – 4:16
3. Scorn – 3:37
4. Colony – 4:39
5. Zombie Inc. – 5:05
6. Pallar Anders Visa – 1:41
7. Coerced Coexistence – 4:14
8. Resin – 3:21
9. Behind Space – 3:58
10. Insipid 2000 – 3:45
11. The New Word – 3:18

## Formazione
- Anders Fridén - voce
- Björn Gelotte - chitarra
- Jesper Strömblad - chitarra
- Peter Iwers - basso
- Daniel Svensson - batteria

### Contenuti speciali (re-release)
- Ordinary Story (videoclip)
- Photogallery
- Lyrics
- Screensaver
- Wallpaper
- Winamp skins
- Man made god (Bonus Track)